# Bereżanka (obwód wołyński)
Bereżanka (ukr. Бережанка; do 1946 roku Biskupicze) – wieś na Ukrainie w rejonie łuckim obwodu wołyńskiego.
W Biskupiczach urodzili się późniejsi pułkownicy Wojska Polskiego, Marian (1911-1981) i Kamil (1912-2001)  Czarneccy, synowie porucznika Janusza Czarneckiego.
W czasie okupacji niemieckiej ukraińscy mieszkańcy wsi Iwan i Nadija Haponiukowie ukrywali Żydów. W 2020 roku Instytut Jad Waszem uhonorował ich za to tytułami Sprawiedliwych wśród Narodów Świata.
Do 2020 w rejonie horochowskim. 

## Zabytki
- dwór - wybudowany w XVIII wieku przez rodzinę Czackich. Duży parterowy obiekt powstał na planie dłuższego prostokąta. Dwór miał zostać przebudowany na rezydencję przez Anielę Czacką (zm. 1855)[4], córkę Michała Mikołaja Czackiego (1755-1828) i Beaty Potockiej[5], ale przetrwał bez zmian do 1939 r. Po Anieli Czackiej Biskupicze otrzymała Jadwiga, córka Michała Czackiego (1797-1860), oficera wojsk polskich, marszałka szlachty guberni wołyńskiej[6]. Jadwiga była żoną Teodora Kaszowskiego. Dwór otaczał park założony w stylu angielskim[4].